# Небомореоблака
«Небомореоблака» — песня, записанная российской исполнительницей Земфирой. Композиция была выпущена 20 мая 2004 года как первый сингл артистки, из её четвёртого студийного альбома «Вендетта».
Песня имеет социальный подтекст и, по мнению журналистов, она явно направлена «против порядков и результатов деятельности шоу-бизнеса». Композиция была положительно оценена музыкальными критиками, которые обозначили её как неожиданную для Земфиры и сравнили её звучание с музыкой Korn, Rammstein, Led Zeppelin, Deep Purple и Nine Inch Nails. Альбомная версия песни записана в жанре рок-музыки, с тяжёлой, хард-роковой гитарой и ударными.
Песня стала успешным радиохитом в России, достигнув второго места в российском радиочарте. В 2004 году Земфира исполнила песню на фестивале «Максидром». Журнал Time Out внёс композицию в свой редакционный список «100 песен, изменивших нашу жизнь», составленный в декабре 2011 года.

## Предыстория и релиз
После завершения гастрольного тура в поддержку своего третьего студийного альбома «Четырнадцать недель тишины», Земфира больше года находилась в отпуске. В 2004 году началась запись её нового альбома и первой опубликованной песней из него стала композиция «Небомореоблака». 14 мая песня поступила в ротацию на радиостанции «Максимум». 20 мая была размещена на радиостанциях через систему Tophit, а в июне певица представила её широкой публике на фестивале «Максидром».
Земфира отмечала, что выпущенная версия песни для радио получилась достаточно коммерческая. «В ней содержится какая-то толика провокации, она с приятным рефренчиком. Я подумала, что она сейчас будет более чем уместна», — говорила артистка. По поводу выступления на фестивале певица сказала:

…я бы не позволила себе выйти на сцену вообще безо всякого повода. Пропало бы какое-то количество уважения к самой себе. Во-вторых, она [песня] достаточно летняя. И в-третьих, я взяла достаточный запас времени перед альбомом, который я планирую выпустить в ноябре. И следующий сингл осенью на радио, наверное, будет больше отражать характер альбома.— Земфира
Также песня была выложена на официальном сайте Земфиры для бесплатного скачивания. Как говорила певица: «Зачем людям переписывать все это на каких-то магнитофонах, когда можно скачать?».

## Тематика песни
Вот лично она, Алла [Валерия], фамилии я её не знаю, меня не задела ничем. Просто песня была написана зимой, одной из первых, и как раз на это время пришелся пик её творческой активности под девизом «наконец-то страна дождалась её возвращения». Ничего личного! Я с ней не знакома.
«Небомореоблака» — единственная композиция из альбома «Вендетта», которая имеет социальный подтекст. Дмитрий Якушев в «Лефт.Ру» писал, что песня явно направлена «против порядков и результатов деятельности шоу-бизнеса». Автор отмечал, что в песне нет формального бунтарства, как в творчестве Троицкого, или Егора Летова. По его мнению, Земфира осознаёт существующий порядок шоу-бизнеса и, понимая своё расхождение и противоречие с ним, в то же время «понимает необходимость жить и идти на определенный договор с миром шоу-бизнеса». В доказательство он приводит строчки песни: «Я готова на многое, я готова даже исправиться/ Упакуйте, отдайте меня стюардессам красавицам…/ Я готова забыть и начать, разумеется, заново/ Приготовьте согласно условиям синего самого». С другой стороны, Денис Ступников из Km.ru назвал песню «псевдосоциальной». Евгения Пищикова в «Московских новостях» отмечала, что идея песни перекликается с фильмом Ренаты Литвиновой «Небо. Самолёт. Девушка». Как отмечала журналистка, в композиции прослеживается идея «конфликта певца и толпы, двойной жизни одаренного человека».

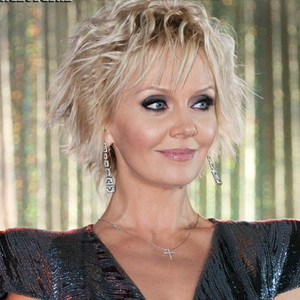
Певица Валерия упоминается в песне, как собирательный образ всего негативного в российском шоу-бизнесе.

Большое обсуждение в прессе получило упоминание в композиции певицы Валерии. В связи с названием альбома «Вендетта», Земфира сама говорила в интервью, что строчки песни: «Эти серые лица не внушают доверия/ Теперь я знаю кому поёт певица Валерия», — могут посчитать «вендеттой» по отношению к певице, но сама она подобных чувств к ней не испытывает. Якушев отмечал, что образ Валерии в песне является собирательным и обозначает шоу-бизнес в целом, с которым Земфира и идёт на компромисс отмеченный ранее. «Как с такими жуликами без четкого договора? А тогда действительно, будьте добры, выдать „согласно условиям синего самого“ неба и моря. Увы, договор с владельцами рекордс компаний, радиостанций, телеканалов, модных журналов, продюсерских центров, с теми, кто превратил нас в телевизоры, заставил смотреть глупые фильмы и слушать прилизанные песни необходим и художнику, который всеми своими произведениями противостоит этому миру», — посчитал журналист. Сама Валерия посчитала, что фраза звучит уничижительно по отношению к её слушателям: «Я с огромным уважением отношусь к Земфире как к творческой личности, я была на последнем её концерте в „Олимпийском“, она мне очень нравится. Что касается этой фразы… Мне кажется, Земфира не очень корректно поступила по отношению к аудитории, к моим зрителям. Это уничижительно прозвучало. Наверное, она просто не подумала об этом». Муж певицы, продюсер Иосиф Пригожин в интервью журналу «Огонёк» сказал, что спокойно отнёсся к стихам песни, предположив, что данная строчка имеет более глубокий смысл: «Фраза имеет двойной и тройной смысл. Как менеджер, я считаю, что Земфира, как и Валерия, поет для людей. А вообще у каждого проекта есть своё время. Публика и артист, естественно, меняются».
В песне также есть неоднозначные строчки: «Мои мама и папа превратились давно в телевизоры». Земфира говорила, что её мама спокойно восприняла данные стихи: «Мама ничего против этой строчки не имеет, более того, она так себя и позиционирует, что „я, ты же знаешь, я все время в телевизоре!“ Вот. А что касается их реакции — папа у меня совсем возрастной, он уже давным-давно на пенсии, и, ну, даже как-то мне неловко говорить ему „иди и послушай“».

## Музыка и текст песни
Первоначальная версия песни была выполнена в жанре электронной музыки. Земфира отмечала, что её скорее можно отнести к ремиксам. Для альбомной версии композиции долго искалась подходящая аранжировка. Артистка рассказывала:

Да, я долго искала аранжировку для этой песни, у этой композиции очень много аранжировок, есть совсем, кстати, электронные, то, что вы называете ремиксами. И вот, я где-то месяц назад, наверное, обнаружила эту аранжировку, мы её очень быстро сделали. Мне кажется, получилось хорошо, потому что я буду ею открывать концерты, она открывает диск — она во всех смыслах очень удобная.— Земфира
В итоге, альбомная версия композиции была выполнена в жанре рок-музыки, с элементами стиля хард-рок. Сергей Степанов на Rol.ru писал, что «Небомореоблака» была «перезаписанной в новой, с приветом группе Laibach, аранжировке». Алексей Мажаев в «Музыкальной правде» писал, что композиция «открывается прямолинейными хард-роковыми звуками». Ивета Гуля из Km.ru отмечала, что песню можно назвать альтернативной, а её вступление напоминает о творчестве Korn или Rammstein.
В записи песни приняли участие Олег Пунгин (барабаны), Корней (бас-гитара) и Юрий Цалер (гитара). Капитолина Деловая в «Московском комсомольце» отмечала, что «к „мессиджевой“ песне попримеряли много „шапочек“ — самой уместной оказался спаянный Цалером—Пунгиным альтернативный звук („мумийтроллевские“ друзья-коллеги, раскрасавцы-молодцы гитарист и ударник сыграли с Земфирой всю роковую часть пластинки)». Журналист также отмечала, что при прослушивании композиции возникают параллели с Korn, Nine Inch Nails и Rammstein. В отношении лирики она отметила, что такие строки, как «Эти серые лица не внушают доверия/ Теперь я знаю кому поёт певица Валерия» и «эдакая жесть» в музыке идеальны для «лейтмотива текущего времени».

## Реакция критики
Композиция получила в основном позитивные отзывы от музыкальных критиков. Денис Ступников в Km.ru писал, что был особенно впечатлён новой, «метализированной версией „Небамореоблаков“». Капитолина Деловая описала песню, как «тяжелый, гитарно-ревущий концептуальный старт». Назвав песню «тяжёлым хитом», она отмечала, что «в принципе именно этот тяжелый хит и будут хором орать на стадионах в ближайшие года полтора…». Дмитрий Якушев писал, что «„Небомореоблака“ только одна песня с будущего альбома, который уже хочется послушать. Ведь есть все основания полагать, что и остальные песни будут сделаны на столь же высоком уровне».
Алексей Мажаев писал, что кардинальная переработка песни для альбома наглядно показала, что Земфира развивается в музыкальном плане. «Эта композиция прошлым летом стала первым радиосинглом нового альбома, но не особенно убедила скептиков в светлых перспективах возвращения Земфиры из творческого отпуска. Видимо, певица тоже не была вполне уверена в аранжировке „Неба…“ — и кардинально переделала её в жестком стиле. Стало лучше или нет — вопрос дискуссионный; но лишним доказательством того, что Земфира — хороший и ищущий музыкант, — пертурбации песни являются», — писал журналист.
Евгений Белжеларский в журнале «Итоги» говорил, что песня стала совершенно неожиданной для Земфиры. «„Небомореоблака“ — это бескомпромиссный тяжелый рок с жужжащими гитарами в духе ранних Led Zeppelin и Deep Purple. От такого начала вздрогнули бы, пожалуй, и Джимми Пейдж с Ричи Блэкмором. Кто мог ожидать от неё чего-то подобного?», — уточнял рецензент. Семён Кваша в «Газете. Ру» отмечал в композиции «тяжелометаллические гитарные рифы, которых испугался бы и Хэтфилд» и назвал её «тяжёлой и мрачной». В декабре 2011 года сайт московского журнала Time Out включил композицию в список «100 песен, изменивших нашу жизнь», составленный редакцией.

## Список композиций
- Цифровой и радиосингл

| №  | Название         | Автор(ы)           | Длительность |
| -- | ---------------- | ------------------ | ------------ |
| 1. | «Небомореоблака» | Земфира Рамазанова | 3:25         |

## Участники записи
- Земфира — музыка, лирика, вокал
- Олег Пунгин — барабаны
- Корней — бас-гитара
- Юрий Цалер — гитара
- Большаков — инженер
- Денис Юровский — ассистент

## Чарты
| Чарт            | Высшая Позиция |
| --------------- | -------------- |
| Россия (Tophit) | 2              |